# Vingt et une nuits avec Pattie
Pour plus de détails, voir Fiche technique et Distribution.
Vingt et une nuits avec Pattie est un film français écrit et réalisé par Arnaud et Jean-Marie Larrieu, sorti en 2015.

## Synopsis
Caroline est une Parisienne de 42 ans, mère de deux fillettes et épouse d'un Catalan, famille dont elle est la chaste gardienne et qu'elle doit quitter temporairement pour assister aux obsèques de sa mère, propriétaire d'une vaste demeure dans la Montagne Noire, dans l'Aude. Elle y fait la connaissance de Pattie, une femme qui lui confie sans détour quelques-unes de ses expériences sexuelles, à la grande stupéfaction de Caroline. Elle y rencontre également différents personnages pittoresques du village mais le soir de son arrivée, elle découvre que le corps de la défunte a disparu.
Une enquête de gendarmerie est ouverte dès le lendemain matin, conduite par Pierre, lequel pense avoir affaire à un nécrophage ou à un nécrophile. Malgré la gravité et l'étrangeté des faits, nul ne semble s'en alarmer véritablement, ce qui instille dès lors dans le récit une dimension onirique inattendue. Pour conforter cette atmosphère, Pattie raconte à Caroline qu'elle a vu ou cru voir au milieu de la nuit le fantôme d'Isabelle. Se la remémorant de son vivant, drôle et libertine, elle la revoit lui disant qu'elles devraient écrire ensemble un livre qui aurait pour titre Vingt et une nuits avec Pattie.
Après une brève communication avec ses filles, Caroline décide de partir à l'aventure dans les bois environnants aux allures de forêt primitive où poussent des champignons à la forme suggestive (Phallus impudicus ou satyre puant). Elle se baigne au pied d'une petite cascade, comme pour le baptême d'une religion nouvelle, celle de son propre corps, avant de croiser la route d'un jeune archer, Kamil (le fils de Pattie), un adolescent au torse nu, qui remarque sa robe rendue transparente par sa baignade. Confusément troublée, elle retourne à la maison après avoir ôté ses sous-vêtements, pour les sécher ou peut-être comme une prémisse à un désir encore inconscient.    
Les planches qui entourent la piscine vont servir de scène à l'entrée d'un nouveau personnage, Jean, qui se présente comme étant écrivain et ami d'Isabelle. Caroline, après avoir consulté la bibliothèque de sa mère en recherchant les auteurs dont le prénom est Jean (Genet, Giono, Cocteau, Rousseau, tous morts), l'identifie à Jean Le Clézio dont un des livres (L'Extase matérielle) s'orne justement d'une dédicace à Isabelle. Sans jamais confirmer cette hypothèse, Jean demande à séjourner un couple de jours dans la maison pour ne pas repartir juste après le choc qu'a constitué pour lui l'annonce de la disparition du corps de sa vieille amie, ce que lui accorde volontiers Caroline. 
Après une discussion orientée sur la sexualité et ses problématiques essentiellement féminines, on retrouve Caroline et Pattie ainsi que Jean et différents villageois autour d'une table pour un repas sans intérêt manifeste sinon celui de ralentir l'action, une baisse d'intensité accentuée encore un peu plus par la communication par ordinateur de Caroline avec son mari. Comme pour briser cette vacuité et retrouver ce frisson du désir naissant jusqu'alors seulement esquissé, Caroline se voit proposer par Kamil de l'accompagner sur sa moto jusqu'à un lac où se baigne Pierre, qui veut lui rendre compte de l'avancement de l'enquête. Elle y croise encore Pattie qui la renseigne sur Jean et sur son goût ambigu pour la nécrophilie. 
Après être retournée chez elle, second coup de théâtre : Caroline, suivant les pas d'un chat noir, retrouve le corps d'Isabelle dans une chambre, comme jeté sur un lit. Caroline tente de le déplacer avant de renoncer et le laisse là après l'avoir allongé plus dignement. Peu après, le spectre de sa mère s'invite à la table où Caroline s'est servi un verre de vin, une vision qu'elle accepte sans s'émouvoir avant de la quitter pour se rendre au village.  
Nous sommes à la veille de l'Assomption, le 15 août, la fête de Marie et comme l'avait dit les gendarmes lors des investigations préliminaires: « La vierge du 15 Août arrange tout ou dérange tout ».
Il y a donc bal au village. Caroline y danse avec plusieurs hommes dont Pierre qui lui assure clore l'enquête et lui confie un écouteur branché sur un microphone espion placé dans le cimetière, près de la future tombe d'Isabelle. Elle y entend la voix de Jean qui lit un texte traitant des émois liées à la découverte de sa nécrophilie par un enfant dont la mère vient de mourir (extrait de Le Nécrophile de Gabrielle Wittkop). S'approchant du lieu de la sépulture, elle découvre stupéfaite qu'il est accompagné de Pattie, allongée près de lui et qui témoigne ouvertement de la jouissance qu'elle a ressentie alors qu'elle simulait la mort et qu'il lui faisait l'amour.
Abandonnant le cimetière, elle se dirige alors vers la forêt et la caravane de Kamil bien qu'elle le soupçonne d'être le nécrophile. Un homme la suit qu'elle tente de décourager en lui disant qu'elle n'est pas disponible parce qu'un jeune homme l'attend. Mais il la prend tout de même en filature.
Un orage éclate à point pour déchirer la nuit de ses éclairs et pour surprendre Kamil sortant de sa caravane en compagnie d'une jeune fille. Caroline, qui était prête à se donner en ressent une amère frustration. Dans le bruit du tonnerre, on assiste à des visions furtives du corps de sa mère qui se relève en dessinant de ses bras des arabesques, puis une ligne d'éoliennes à l'horizon et les deux bras de l'homme qui l'a suivie et qui l'enserrent. 
Une ellipse ne permet pas de savoir ce qui s'est exactement passé cette nuit-là alors qu'on retrouve Caroline au petit matin, endormie sur la mousse qui tapisse les pieds d'un bouquet d'arbres. Elle s'éveille et marche jusqu'à un lieu surplombant la vallée, découvrant un panorama majestueux dans la lumière du matin calme. L'enchantement semble perdurer lorsqu'elle y rencontre par la plus extraordinaire des synchronicités son mari et ses deux filles, dans une automobile de location.
Plus tard, dans la « maison secrète », comme elle est nommée, Caroline et son mari se font face, nus. La vestale a cédé la place à la femme initiée par Pattie aux jeux désinhibés du désir. Cette dernière, quant à elle, a trouvé en Jean un amant à sa mesure. En contrebas, le fantôme d'Isabelle plonge dans la piscine pour ne plus reparaître, mais Jean, lui, ne la voit pas. On revoit une dernière fois Caroline atteignant le sommet du plaisir sensoriel avant que le film ne se referme sur ses deux filles sautant dans l'eau de la piscine, dissipant ainsi à jamais fantômes et fantasmes.

## Fiche technique
- Titre français : Vingt et une nuits avec Pattie
- Réalisation : Arnaud et Jean-Marie Larrieu
- Scénario : Arnaud et Jean-Marie Larrieu, Antoine Jaccoud
- Musique : Nicolas Repac
- Photographie : Yannick Ressigeac
- Montage : Annette Dutertre
- Sociétés de production : Aréna Films et Pyramides Productions
- Pays de production :  France
- Genre : comédie
- Durée : 115 minutes
- Format : 1,33:1 (et 1,85:1 pour la fin du film)
- Dates de sortie : 
  - 28 août 2015 (festival du film francophone d'Angoulême) ; 25 novembre 2015 (sortie nationale)

## Distribution
- Karin Viard : Pattie
- Isabelle Carré : Caroline Montez
- Sergi López : Manuel Montez, le mari de Caroline
- Mathilde Monnier : Isabelle Winter, dite « Zaza », la mère de Caroline
- Denis Lavant : André
- André Dussollier : Jean
- Philippe Rebbot : Jean-Marc, le frère de Pattie
- Laurent Poitrenaux : Pierre, le capitaine de gendarmerie

## Production
Le film a été tourné à Castans (Aude) ; il a d’ailleurs bénéficié de l’aide financière du conseil départemental de l'Aude.

## Distinctions

### Prix
- Festival international du film de Saint-Sébastien 2015 : Prix du jury pour le meilleur scénario

### Nominations
- César 2016 :
  - César de la meilleure actrice dans un second rôle pour Karin Viard
- Prix Lumières 2016 :
  - Prix Lumières du meilleur scénario pour Arnaud et Jean-Marie Larrieu
  - Prix Lumières du meilleur acteur pour André Dussollier